# نهر بريزبان

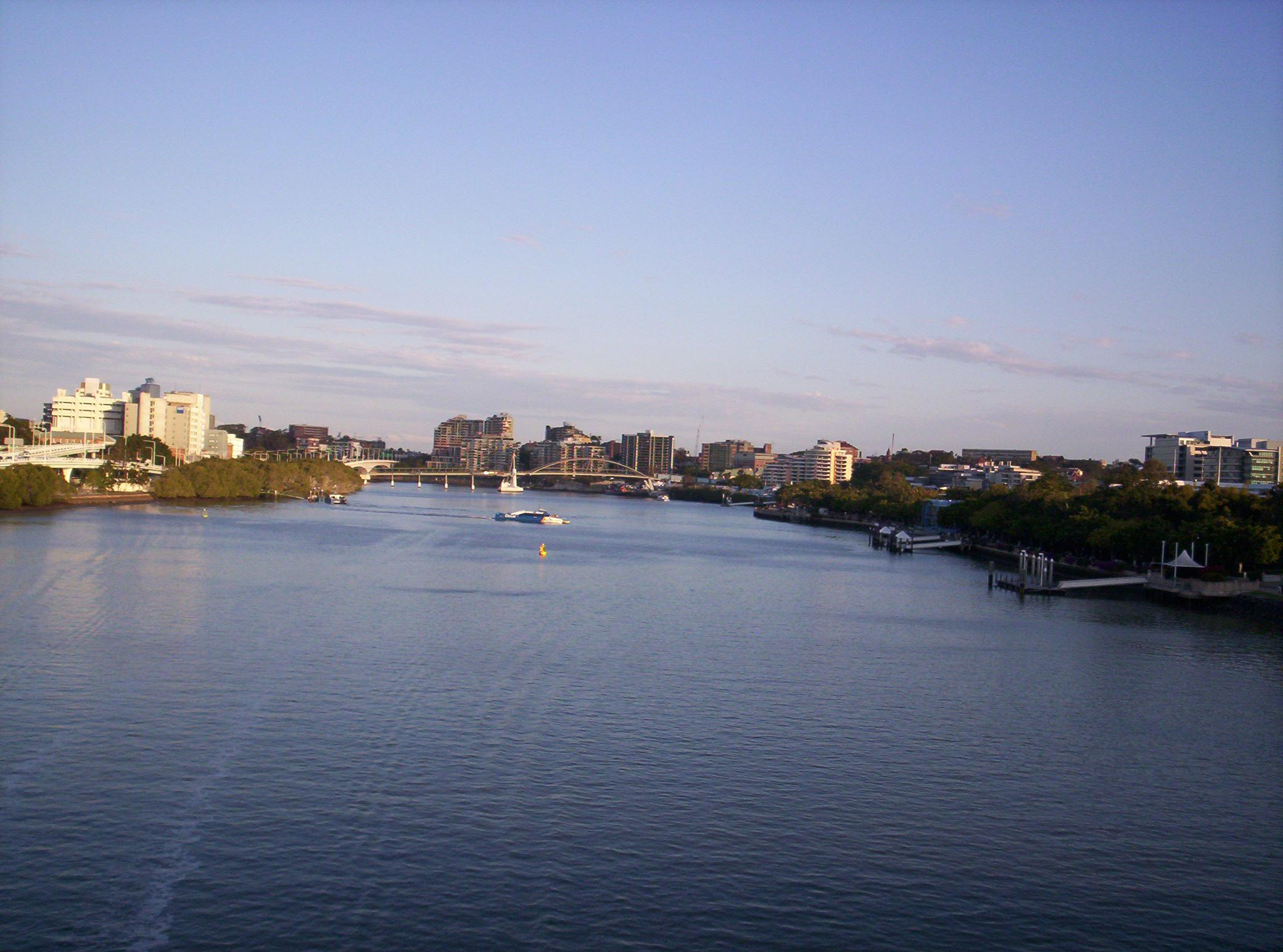
نهر بريزبان

نهر بريزبان (Brisbane River) هو نهر يقع في جنوب شرق ولاية كوينزلاند بأستراليا. يتدفق النهر خلال العاصمة بريزبان، ومن ثم يتفرغ في خليج موريتون. النهر محاط بواسطة سد ويفينهو، مشكلاً بحيرة ويفينهو وهي المصدر الرئيسي الممدد للمياه لمدينة بريزبان. سمي النهر على اسم حاكم نيوساوث ويلز السير توماس بريزبان وذلك من قبل المستكشف جون أوكسلي في عام 1823.

## الروافد
للنهر العديد من الروافد النهرية، من بين كبرى الروافد:
- جدول بولمبا
- جدول الفطور
- جدول نورمان
- جدول أوكسلي
- جدول كوبيرلا
- جدول موجيل
- نهر بريمير
- جدول لوكير
- نهر ستانلي

كما لديه روافد أصغر حجماً مثل: جدول ولستون، وجدول ووغارو، وجدول غودنا، وجدول ستة الأميال، وجدول بندامبا، وجدول بولين بولين، وجدول كولو.